# The Cave - L'ospedale nel bunker
The Cave - L'ospedale nel bunker (titolo originale in inglese: The Cave, in Arabo: الكهف) è un film documentario sirano-danese del 2019 diretto da Feras Fayyad e scritto da Fayyad e Alisar Hasan. Opera complementare del precedente Last Men in Aleppo, il film documenta la storia della dottoressa Amani Ballour, un medico pediatra di Ghouta, la periferia di Damasco più coinvolta nei combattimenti durante la guerra civile siriana, che ha gestito un ospedale improvvisato soprannominato "The Cave" (lett. "La Grotta"). Il film è stato presentato in anteprima al Toronto International Film Festival (TIFF) il 5 settembre 2019 e nel 2020 è stato nominato come miglior documentario alla 92a edizione degli Academy Awards.
In un'intervista, Fayyad ha affermato che lo scopo del film fosse quello di creare prove documentali che potessero essere utilizzate per ottenere giustizia per le vittime innocenti della repressione governativa dei manifestanti durante la rivoluzione siriana. Ha dichiarato che: "Il film dovrebbe mettere le persone in una posizione scomoda per guardare attraverso la terribile realtà che ci circonda".

## Trama
In Siria, speranza e sicurezza si trovano sottoterra, in un ospedale "bunker" noto come La Grotta, dove una giovane pediatra e i suoi colleghi maschi lavorano alla pari. Raccontando i loro incredibili sforzi, che li vedono impegnati in bombardamenti quotidiani, in una cronica penuria di rifornimenti e nella minaccia sempre presente di attacchi chimici, “The Cave” dipinge un ritratto emozionante di coraggio, resistenza e solidarietà femminile.

## Recezione
Su Rotten Tomatoes il film ha un indice di gradimento del 97% con una valutazione media di 8.3/10, basata su 63 recensioni. Il riepilogo del sito afferma: "Un documentario di grande impatto con immagini potenti quanto il suo messaggio, The Cave pone domande urgenti e strazianti e lascia che sia lo spettatore a rispondere". Ha anche un punteggio di 83 su 100 su Metacritic, basato su 21 critici, che indica "un plauso universale".

## Riconoscimenti
Il film è stato presentato in anteprima al Toronto International Film Festival del 2019, dove ha vinto il People's Choice Award per i documentari.
Il film ha ricevuto il premio della Cinema For Peace Foundation come miglior documentario dell'anno al Festival di Berlino del 2020.
The Cave nel 2020 è stato nominato come miglior documentario alla 92a edizione degli Academy Awards.